# Frederic Leighton
Frederic Leighton, 1r baró de Leighton PRA (3 de desembre de 1830 – 25 de gener de 1896), conegut com a sir Frederic Leighton entre 1878 i 1896, va ser un pintor i escultor anglès. El seu treball representa escenes històriques, bíbliques i temes clàssics. Un dia abans de la seva mort va rebre el títol de baró de Leghton.

## Biografia

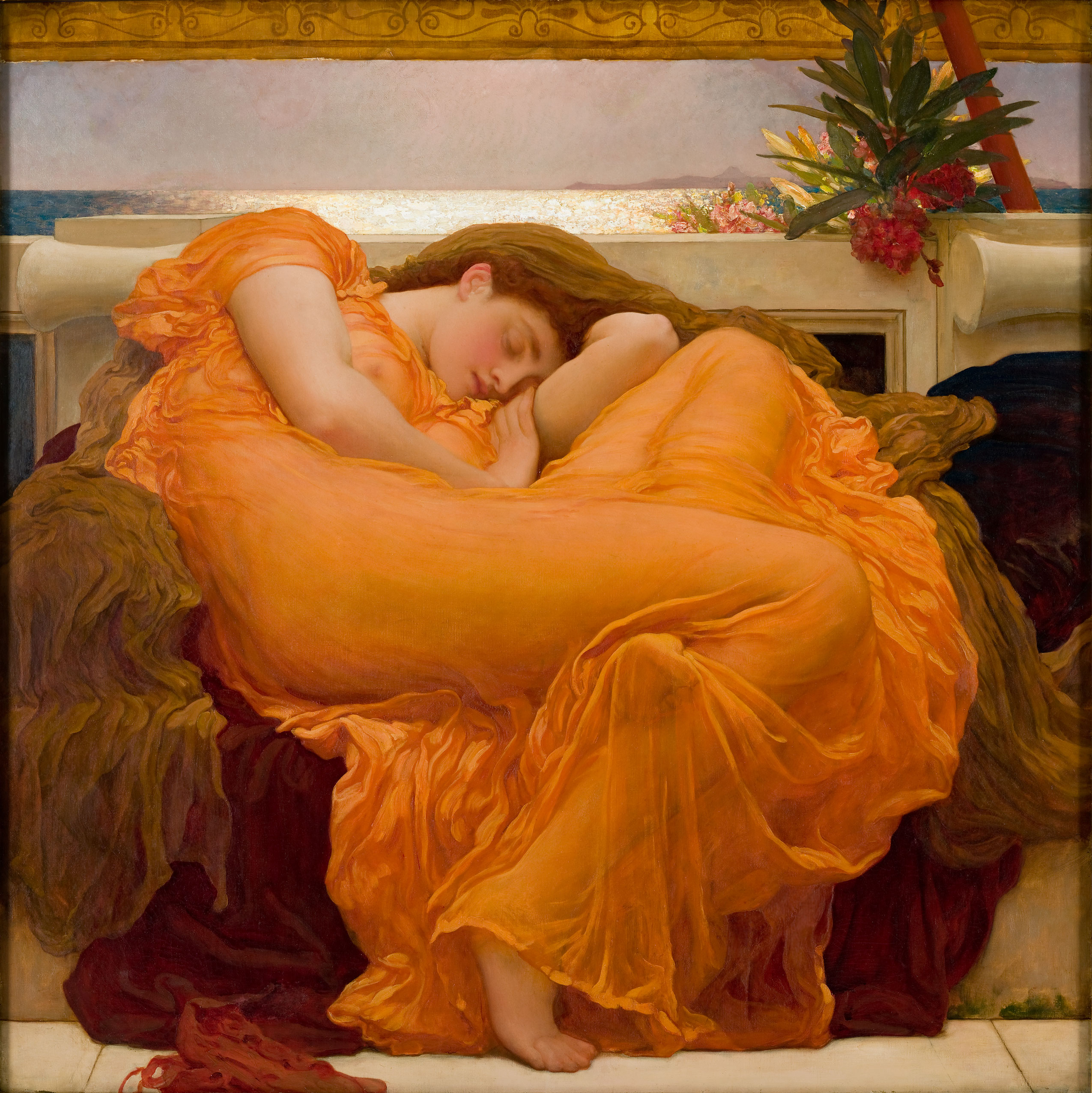
Flaming June (1895; Museu d'Art de Ponce).

Leighton va néixer a Scarborough dins una família dedicada al negoci de la importació i exportació. Va ser educat a la University College School, de Londres. A continuació va rebre la seva formació artística al continent europeu, primer d'Eduard von Steinle i després de Giovanni Costa. Amb 24 anys va anar a Florència; va estudiar a l'Accademia di Belle Arti, i va pintar la processó de la Madonna de Cimabue a través del Borgo Allegri. De 1855 a 1859 va viure a París, on va conèixer Ingres, Delacroix, Corot i Millet.
El 1860, es va traslladar a Londres on es va associar amb els Prerafaelites. Va dissenyar la tomba d'Elizabeth Barrett Browning per encàrrec de Robert Browning al cementiri anglès de Florència el 1861. El 1864 passa a ser membre de la Royal Academy of Arts i el 1878 esdevingué el seu president (1878–1896). La seva escultura de 1877, Lluitador amb un pitó, va ser considerada al seu temps com el punt de partida d'un renaixement de l'escultura britànica, un moviment conegut com la New Sculpture. El crític d'art americà Earl Shinn va manifestar que «Excepte Leighton, seria un ensurt que qualsevol fos capaç de fer un fresc correcte a l'arc del Museu de Kensington». Les seves pintures van representar Gran Bretanya a l'Exposició Universal de París (1900).
Leighton va ser nomenat Knight Bachelor a Windsor el 1878, i es va crear la baronia, de Holland Park Road a la parròquia de Saint Mary Abbots, a Kensington, en el comtat de Middlesex, vuit anys més tard. Va ser el primer pintor que va rebre un títol nobiliari, a la llista d'honors d'Any Nou de 1896. La nominació com a baró Leighton, de Stretton al comtat de Shropshire, va ser emès el 24 de gener 1896; Leighton va morir l'endemà d'una angina de pit.

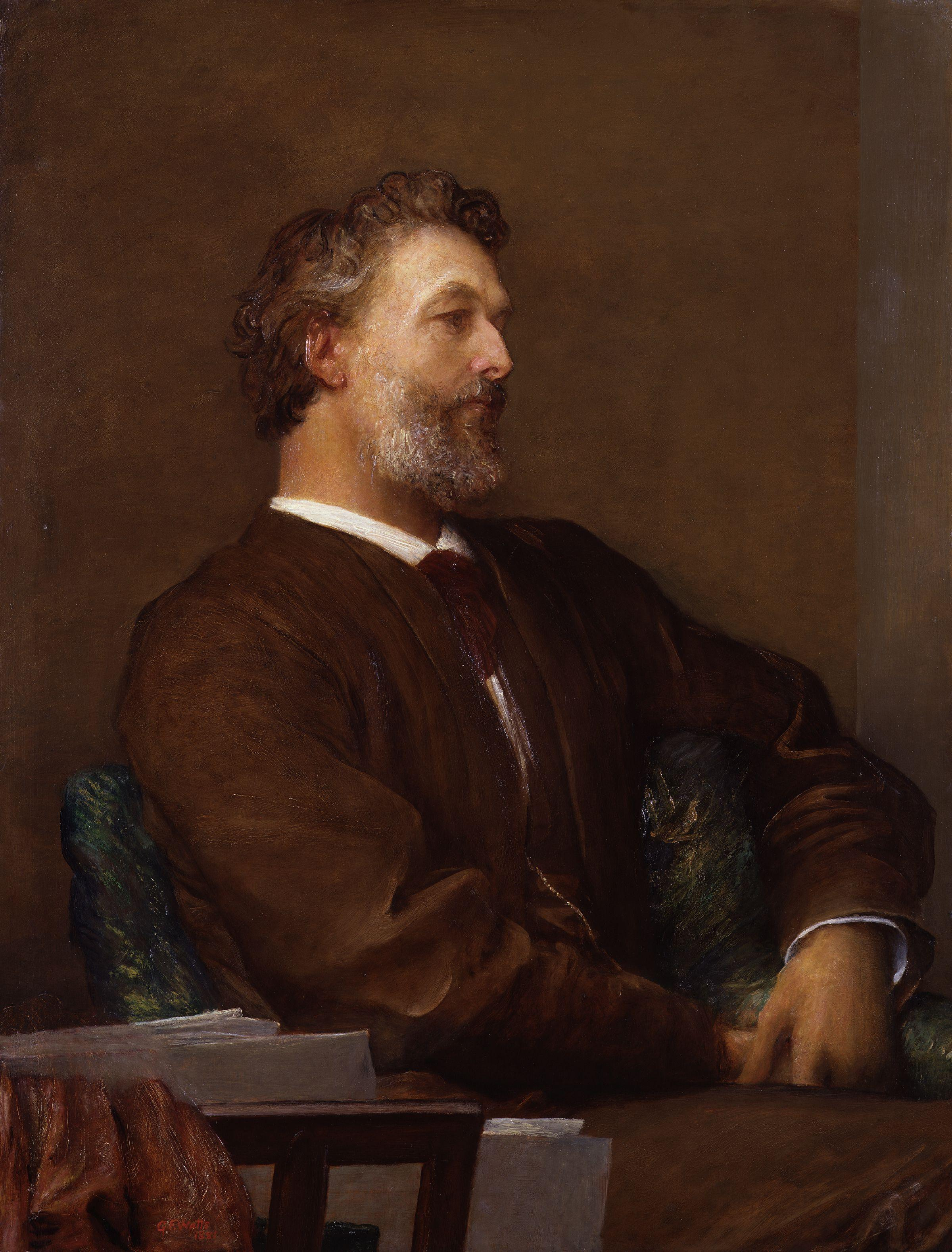
Sir Frederick Leighton per George Frederic Watts

Leighton va romandre solter i hi havia rumors que tenia un fill il·legítim amb una de les seves models, a més de la suposició que Leighton podia haver estat homosexual segueixen sent objecte de debat en l'actualitat. Certament va gaudir d'una relació intensa i romàntica amb el poeta William Henry Greville a qui va conèixer a Florència el 1856. El vell home va omplir Leighton de cartes, però sembla que l'afecte romàntic no era reciproc. La investigació és complicada pel fet que Leighton no va deixar cap diari i les seves cartes estan mancades de referenciar a les seves circumstàncies personals. No hi ha evidències primàries clares que dissipin eficaçment el secret al voltant de les relacions de Leighton, tot i que és clar que va fer la cort a un cercle d'homes més joves al voltant del seu estudi artístic.
Després de la seva mort la seva baronia es va extingir després d'existir tan sols un dia, la qual cosa representa un rècord en el noblesa. La seva casa a Holland Park, Londres, s'ha convertit en el museu Leighton House. Conté molts dels seus dibuixos i pintures, així com alguna peça de la seva antiga col·lecció d'art amb obres dels Vells Mestres i els seus contemporanis com una pintura dedicada a Leighton per Sir John Everett Millais. La casa també presenta molts dissenys de Leighton, incloent la seva col·lecció de rajoes d'Iznik.
Leighton va ser un entusiasta soldat voluntari, enrolat en el primer grup que es va unir al 38è de voluntaris de Rifle (més tard conegut com Els Rifles Artistes) el 5 d'octubre de 1860.

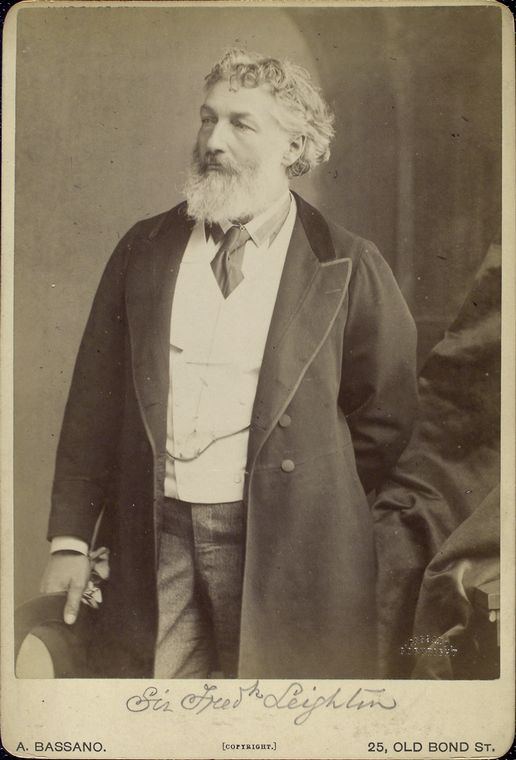
Sir Frederick Leighton, al final de la seva carrera

Les seves qualitats de lideratge van ser immediatament reconegudes i va ser promocionat per manar la Companyia A en pocs mesos. El 6 de gener de 1869 el Capità Leighton va ser seleccionat per comandar Els Rifles Artistes en una reunió general del Cos. El mateix any va ser promogut a Comandant i el 1875 a tinent coronel. Leighton va dimitir com a oficial al comandament el 1883. El pintor James Whistler va descriure el llavors, Sir Frederic Leighton, comandament dels Rifles Artistes, com el: “Coronel de la Royal Academy i el president dels Rifles Artistes, a més de pintar una mica!". Al seu funeral, el 3 de febrer de 1896, el seu taüt va ser portat a la catedral de Saint Paul, acompanyat d'una guàrdia d'honor format pels Rifles Artistes.

### Relació d'honors
- 1864 – Soci de la Royal Academy
- 1868 – Acadèmic de la Royal Academy
- 1878 – President de la Royal Academy
- 1878 – Oficial de la Legió d'Honor
- 1878 – Knight Bachelor
- 1889 – Membre associat de l'Institut de França
- 1896 – Baró de Leighton

## Obres

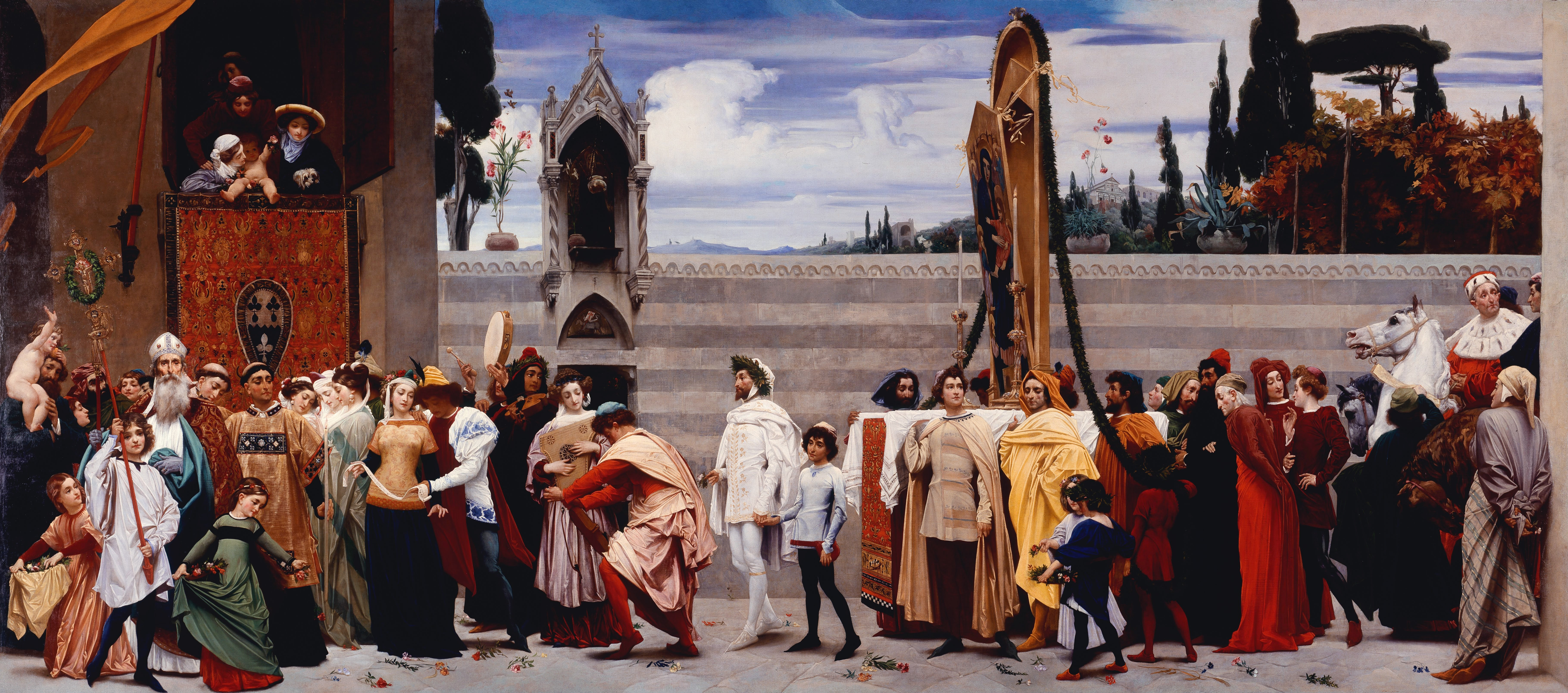
La Madonna de Cimabue representada a la Processó pels carrers de Florència, 1853-1855

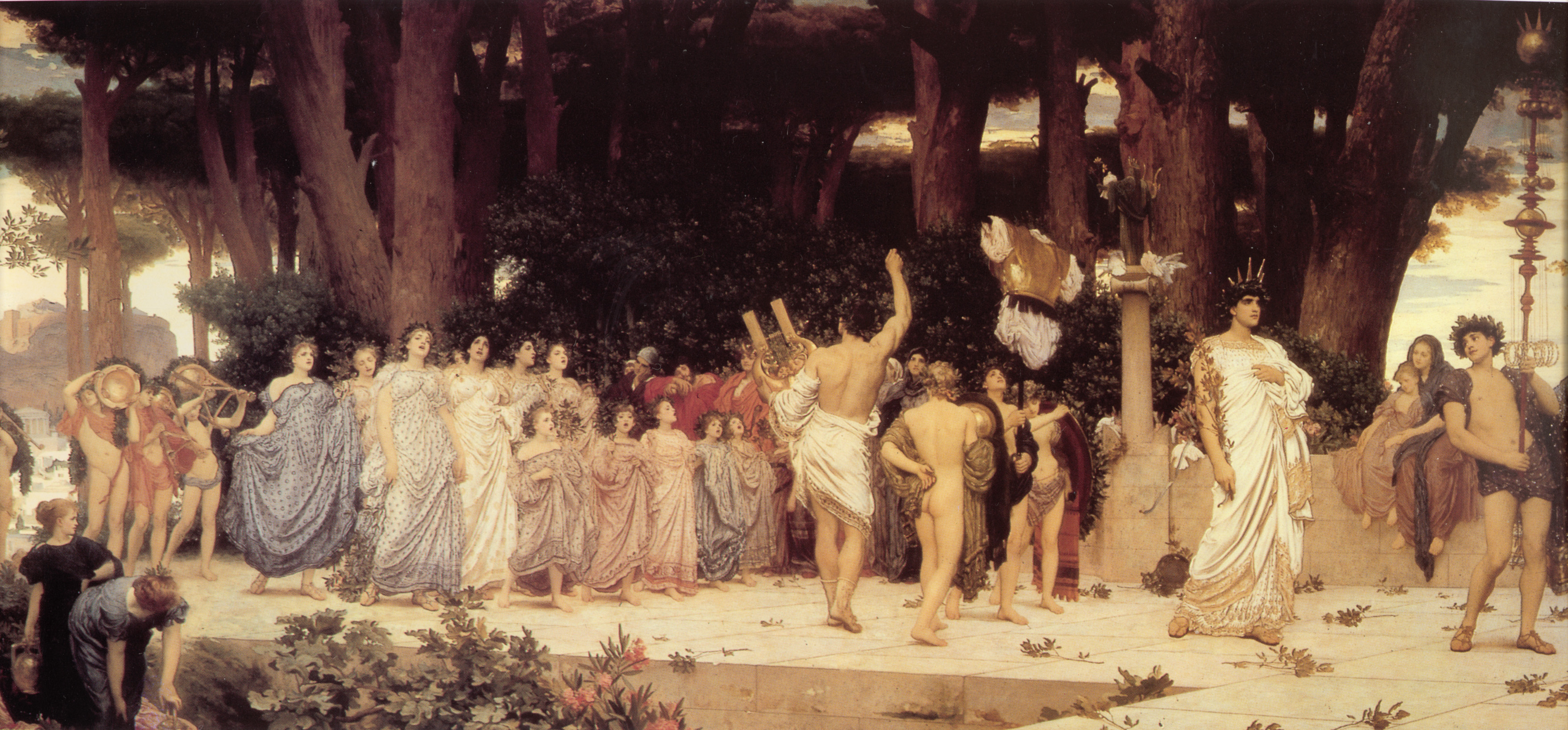
Dafnefòria, oli sobre de tela, 1874–1876, Lady Lever Art Gallery

- Mort de Brunelleschi (1852), oli sobre tela
- El Pescador i la Sirena, c. 1856–58 (66.3 x 48.7 cm)
- Cimabue Madonna Celebrada és portada dins Processó a través dels Carrers de Florence (1853-55), oli sobre tela.[11]
- La descoberta de Juliet aparentment sense vida (c.1858)[12]
- La Malta de Vil·la, Roma (1860s), oli sobre tela[13]
- La lluna de mel del Pintor, c. 1864 (83.8 x 77.5 cm)
- Mare i Nen, c. 1865, (48.2 x 82 cm)
- Actaea, la Nimfa de la Riba (1868), oli sobre tela, (57.2 x 102.2 cm) Galeria Nacional del Canadà, Ottawa.[14]
- Ícar i Dèdal, c. 1869, (138.2 x 106.5 cm)
- Hercules lluitant amb Mort pel Cos de Alcestis (1869–71) (132.4 x 265.4 cm)
- Les noies gregues que agafen còdols pel mar, 1871 (84 x 129.5 cm)
- Teresina (Circa 1874) Christchurch Galeria d'Art Te Puna o Waiwhetu, Christchurch, Nova Zelanda
- Lliçó de música, c. 1877, (92.8 x 118.1 cm)
- Un atleta lluitant amb un pitó (1877), escultura de bronze[15]
- Nausica, c. 1878 (145 x 67 cm)
- Bobinatge el Skein, c. 1878, (100.3 x 161.3 cm)
- Lleuger de l'Harem, c. 1880, (152.4 x 83.8 cm)
- Idil·li, c. 1880–81
- Wedded, (c. 1881–1882) (145.4 x 81 cm)
- Cimó i Ifigènia (1884) Galeria d'Art de Nova Gal·les del Sud
- Andròmaca en captivitat, c. 1888 (197 x 406.5 cm)
- El bany de Psique, (c. 1889–90) (189.2 x 62.2 cm) Tate Galeria
- El jardí del Hespèrides, c. 1892, (169 x 169 cm)
- Flaming June (1895), oli sobre tela, Museo de Arte de Ponce, Puerto Rico (120.6 x 120.6 cm)
- El Parable de les Verges Assenyades i Ximples (Fresc)[16]
- El armlet
- Phoebe (55.88 x 60.96 cm)
- Un Bather
- El frescos de Leighton, Els Arts d'Indústria mentre Aplicat a Guerra i Els Arts d'Indústria mentre Aplicat a Pau

## Galeria

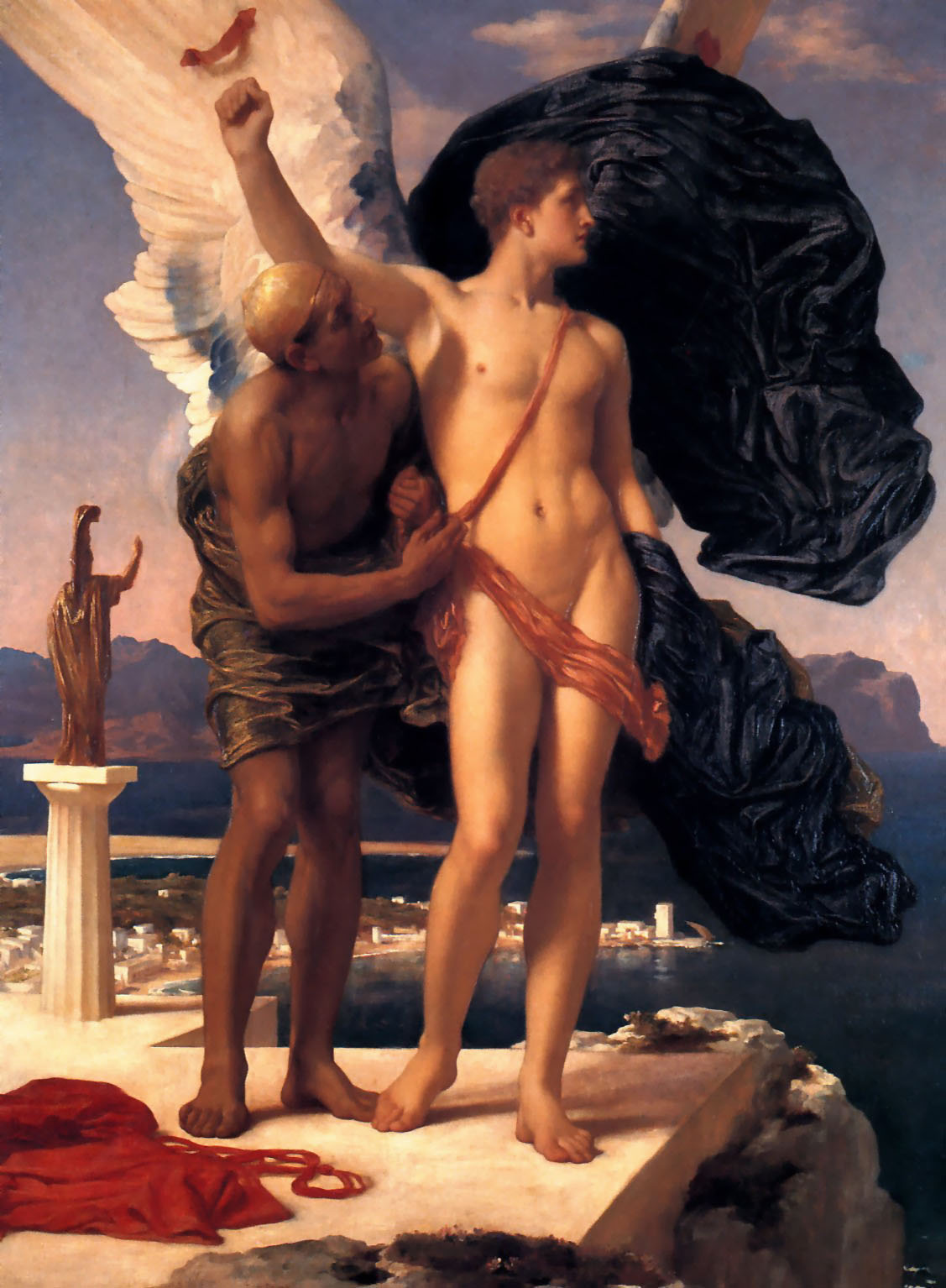
Ícar i Dèdal
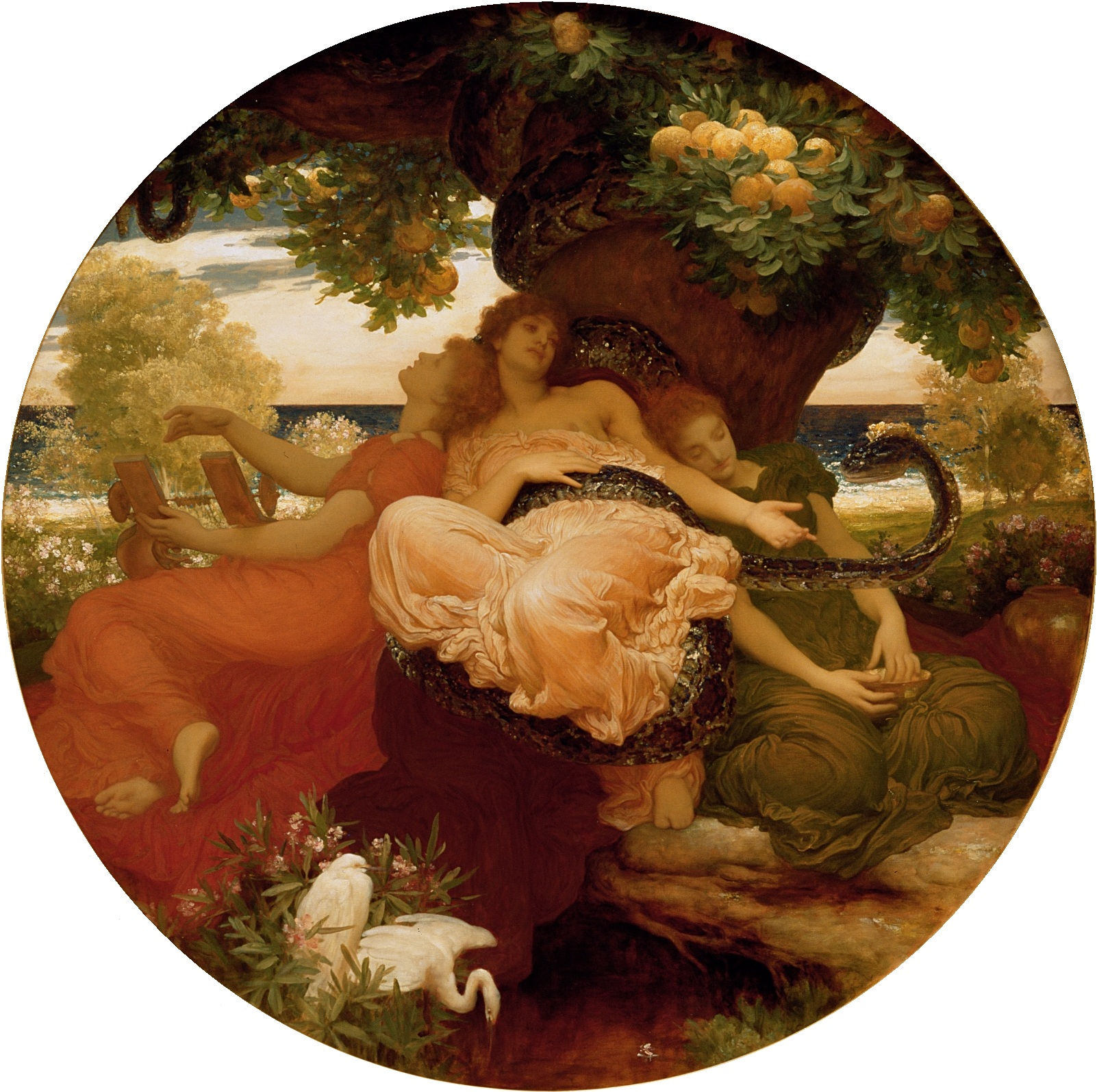
El jardí de les Hespèrides, oli sobre de tela, 1892, Lady Lever Art Gallery
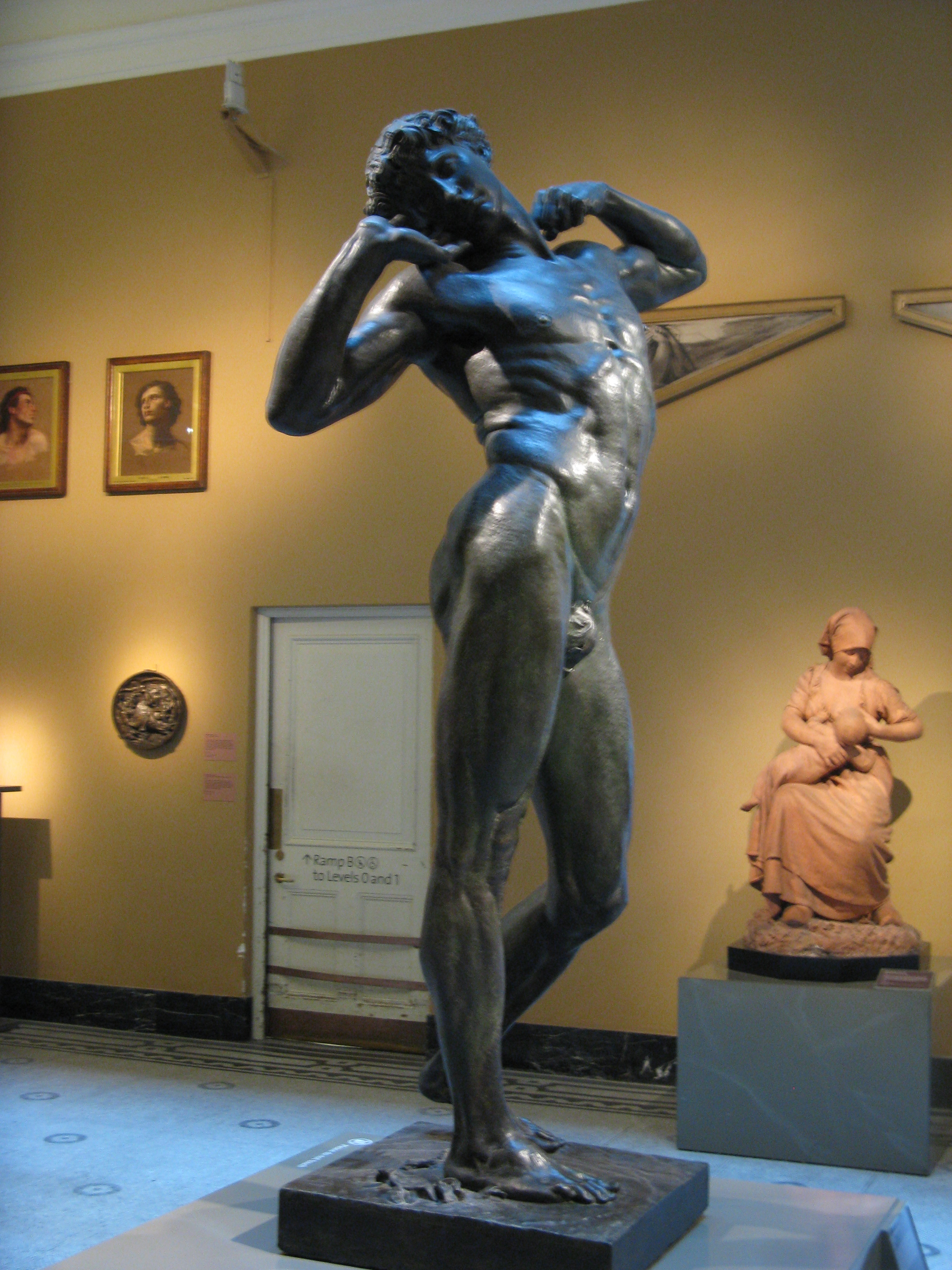
El mandrós
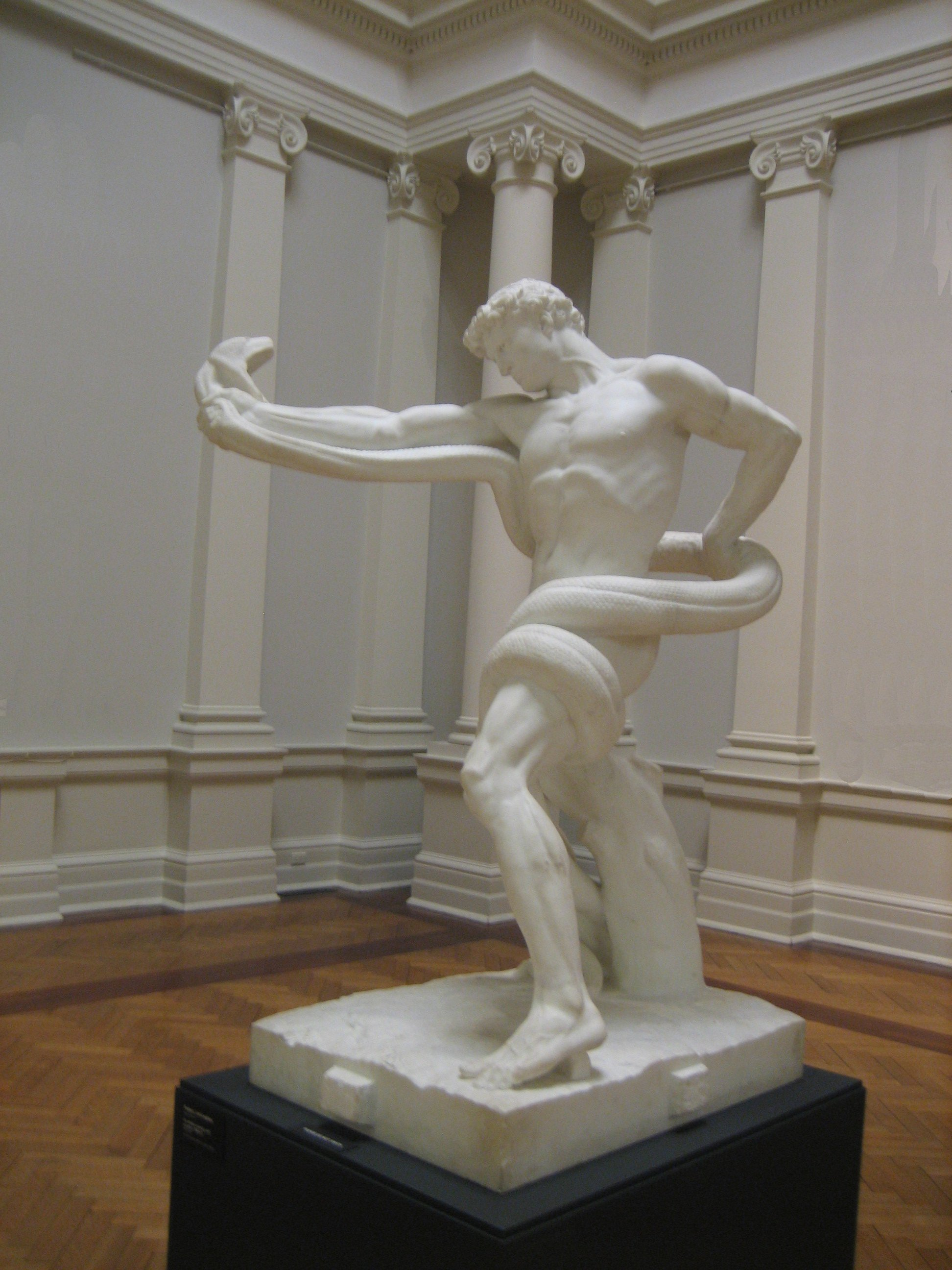
Lluitador amb una pitó, escultura de marbre blanc, 1888–1891 (col·lecció privada)
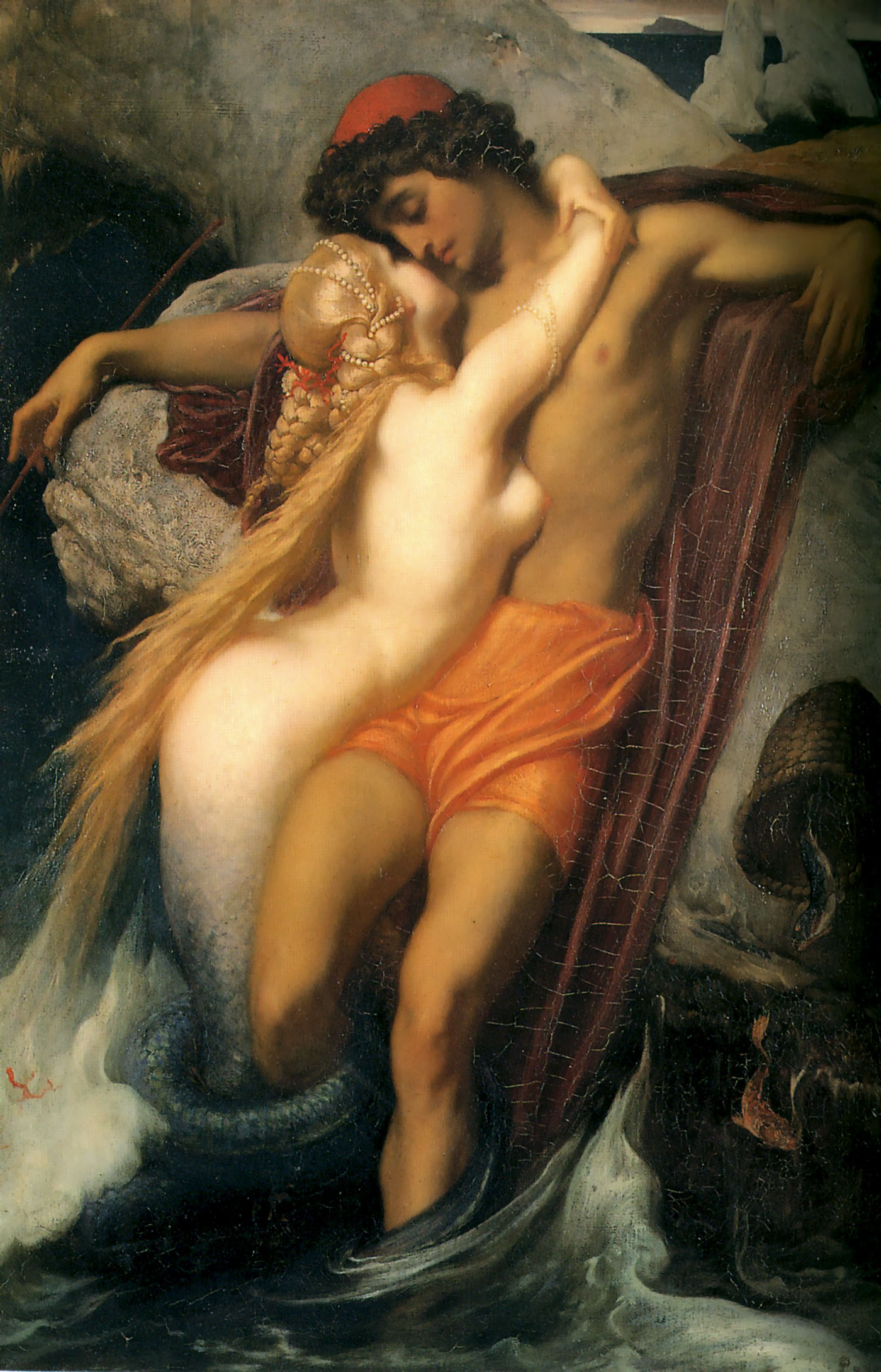
El Pescador i la Sirena, c.1856–1858, col·lecció privada
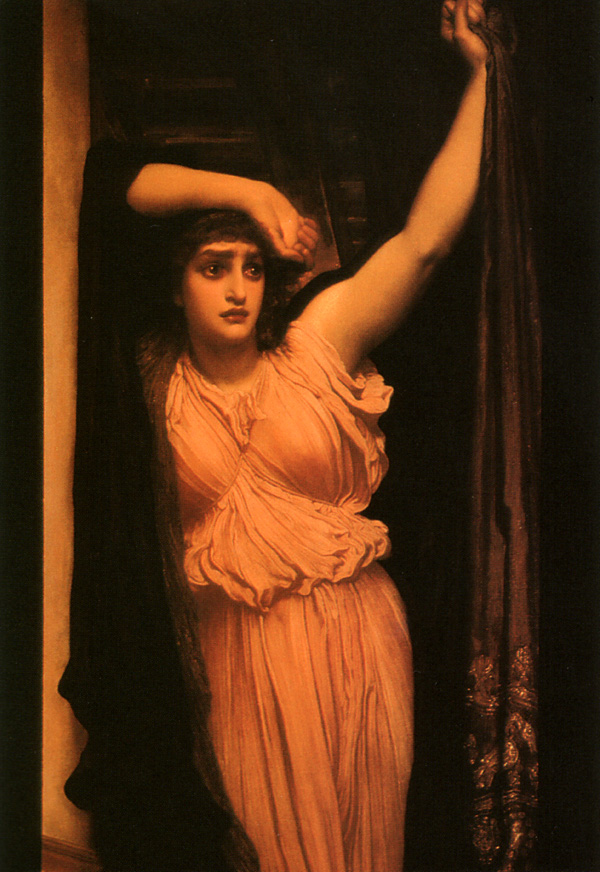
La darrera mirada de l'heroi
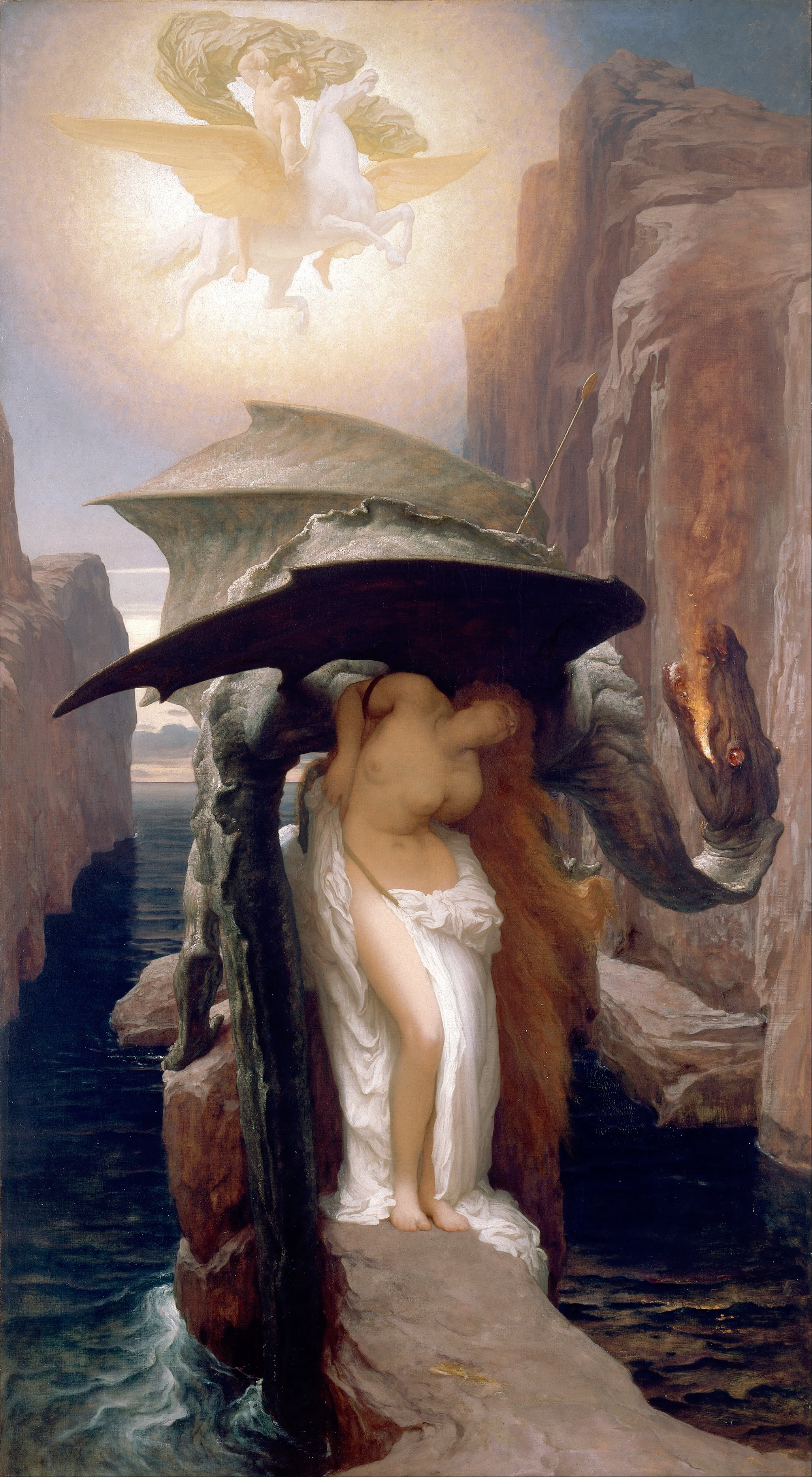
Perseu i Andròmeda, 1891, Galeria d'Art Walker, Liverpool.
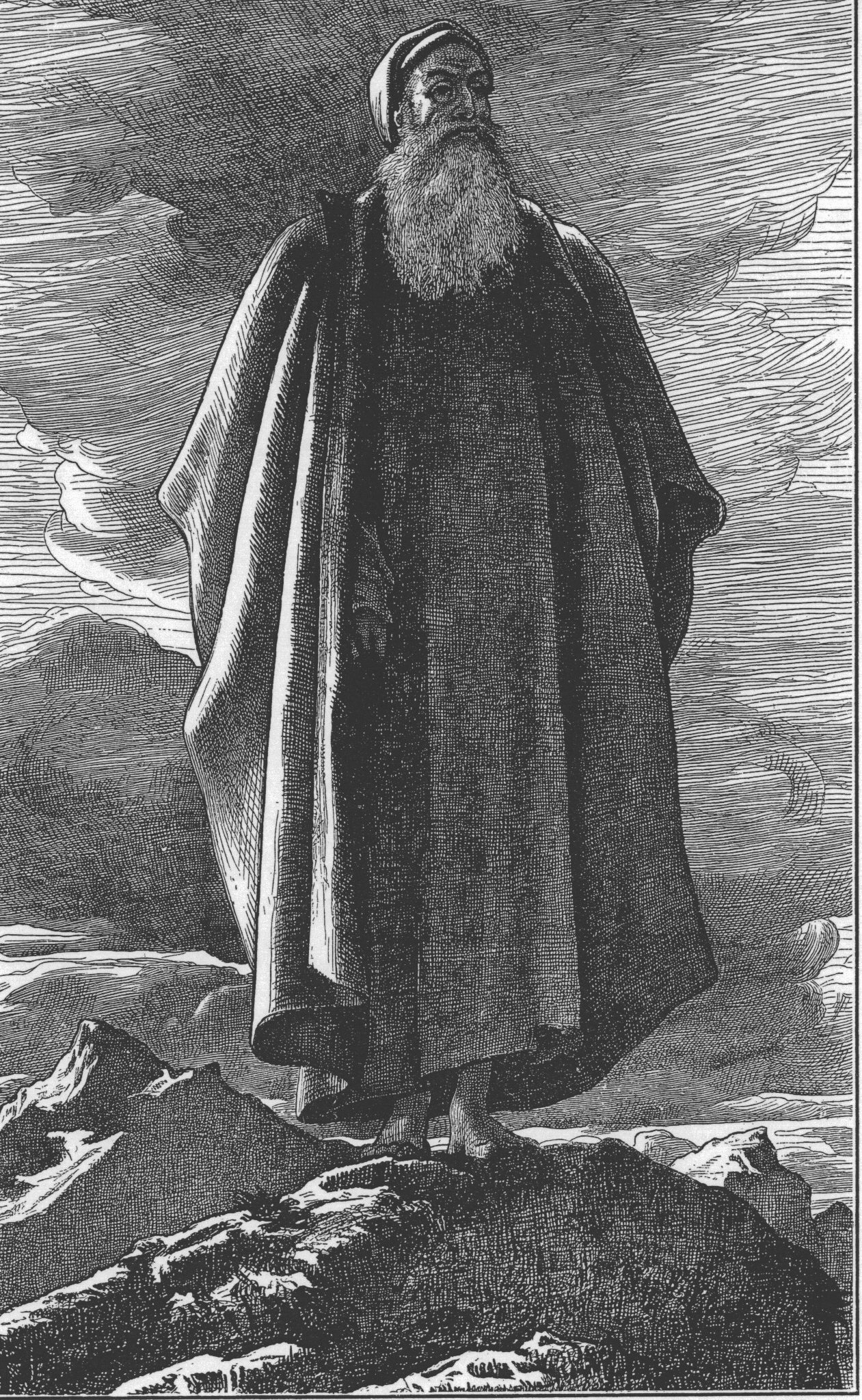
Moisès veu la Terra Promesa
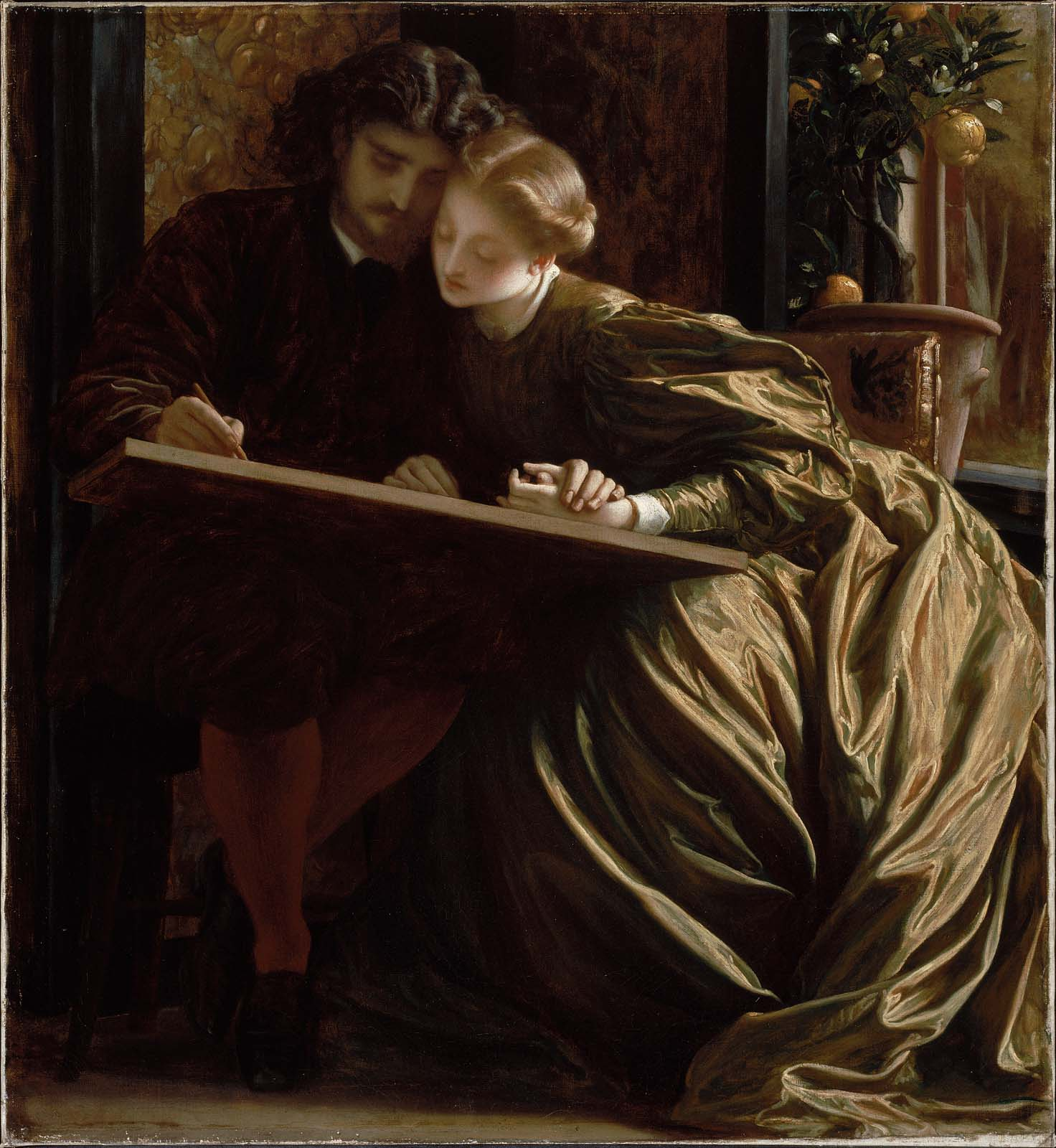
La lluna de mel del pintor, 1864
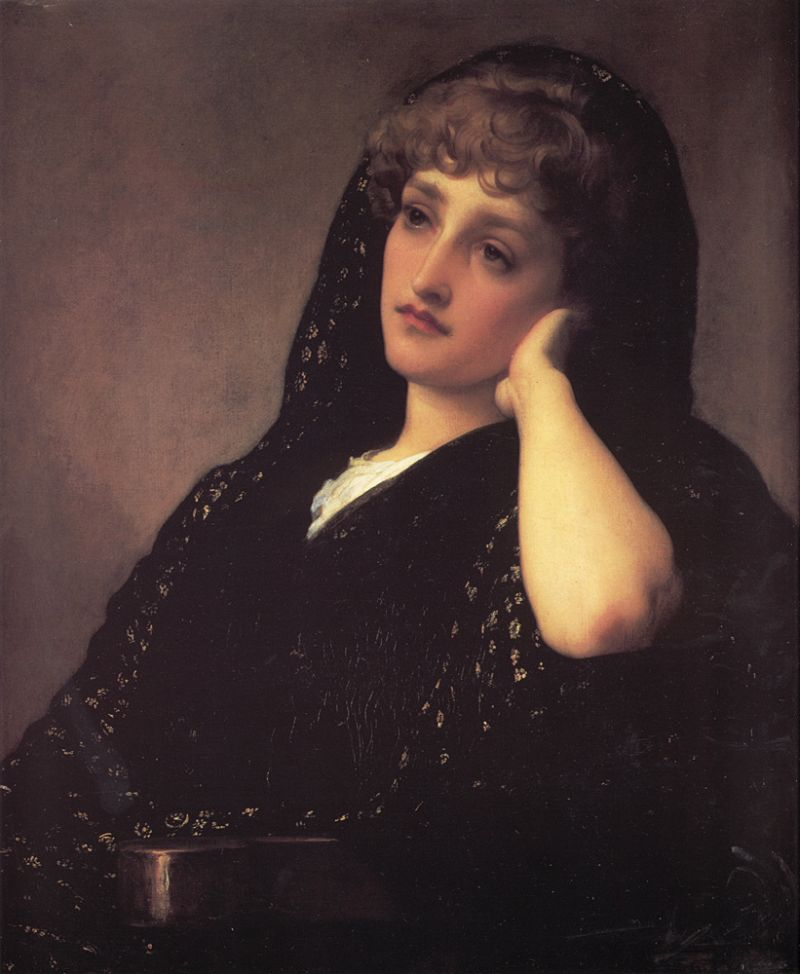
Memòries, 1883
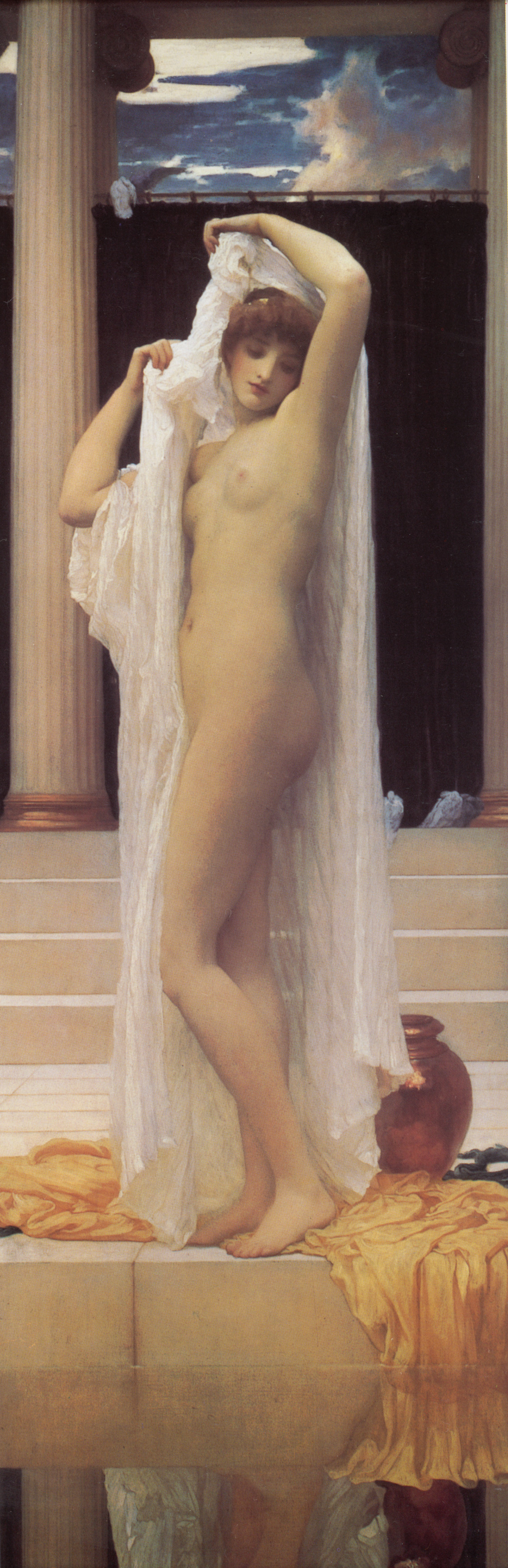
El bany de Psique, 1879
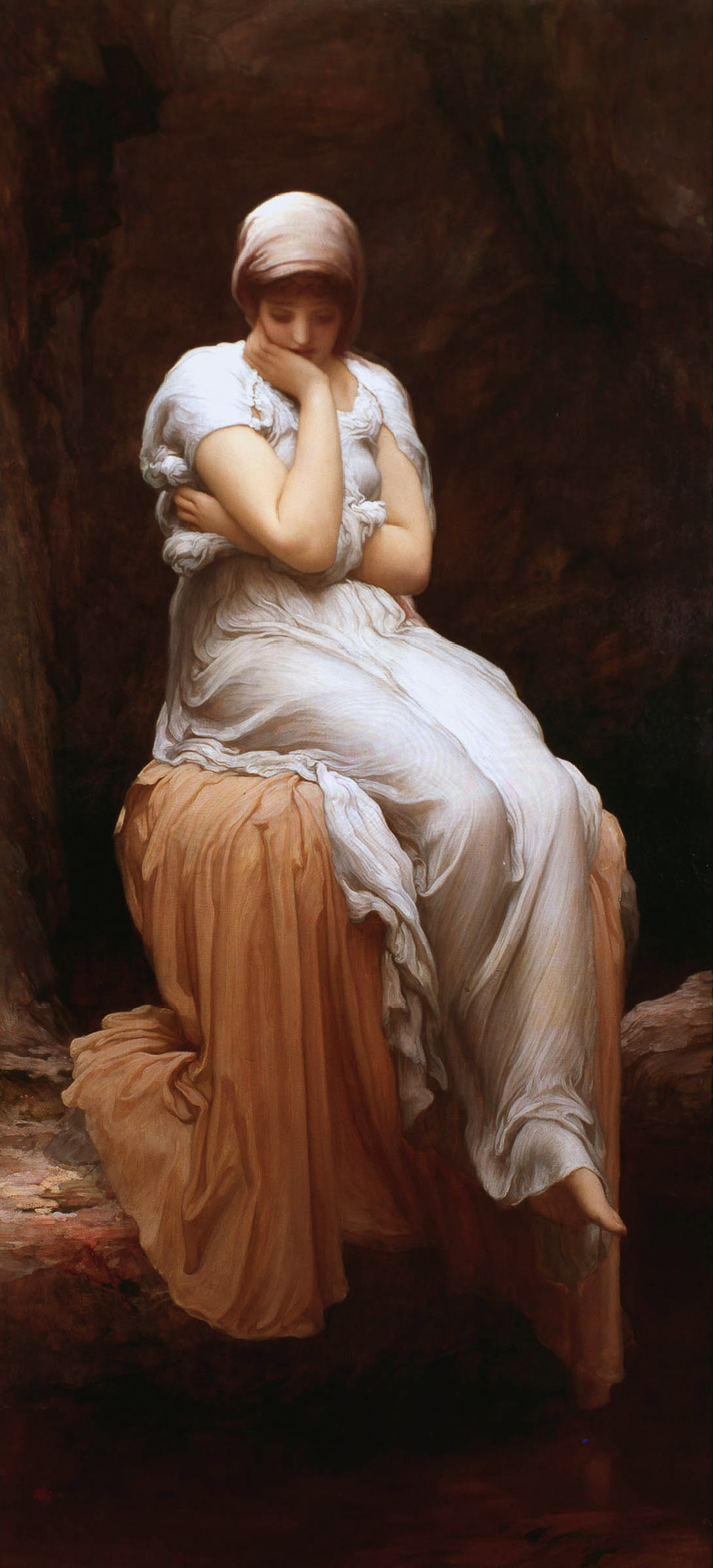
Solitud
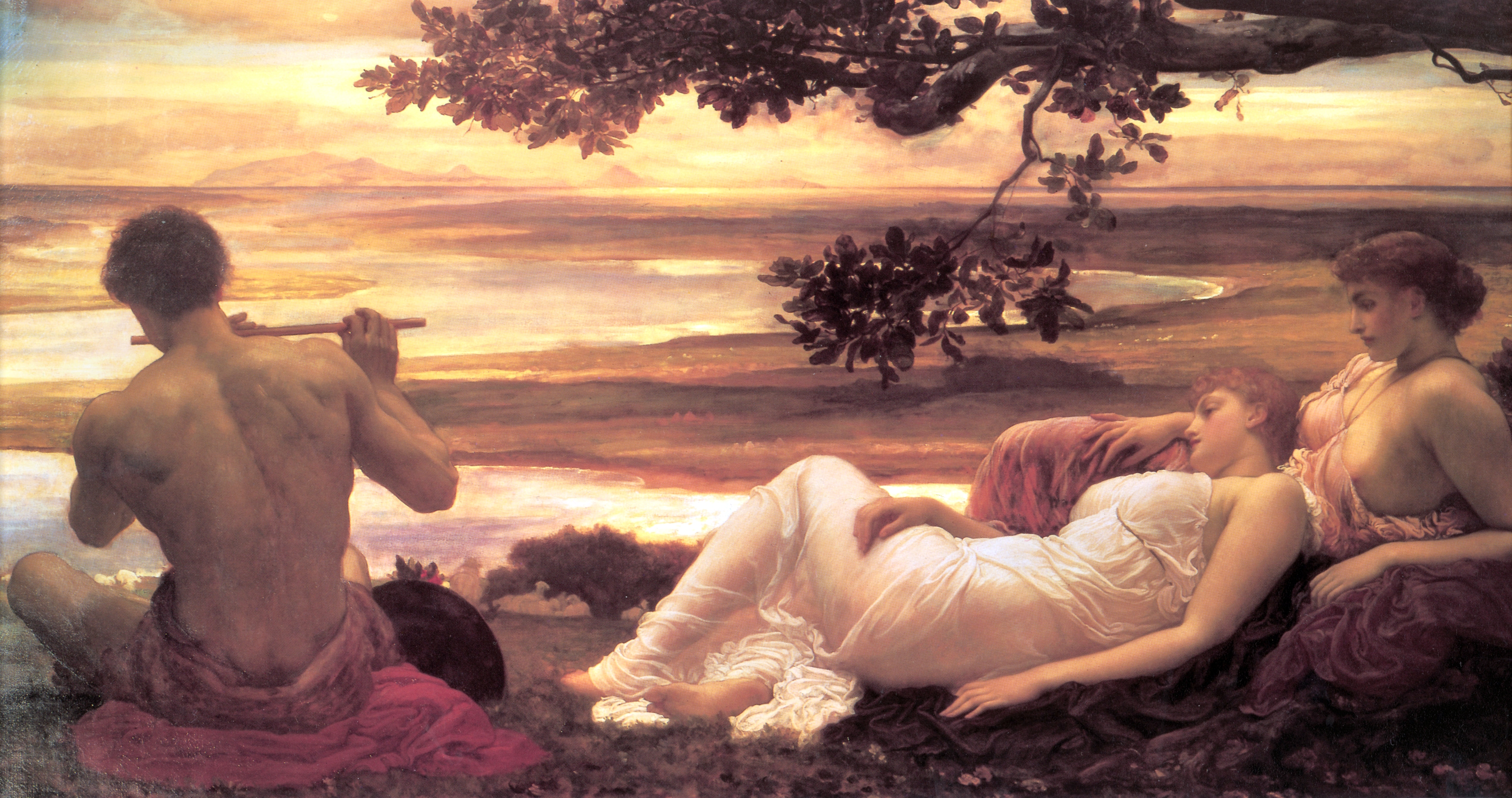
Idil·li, c. 1880–81
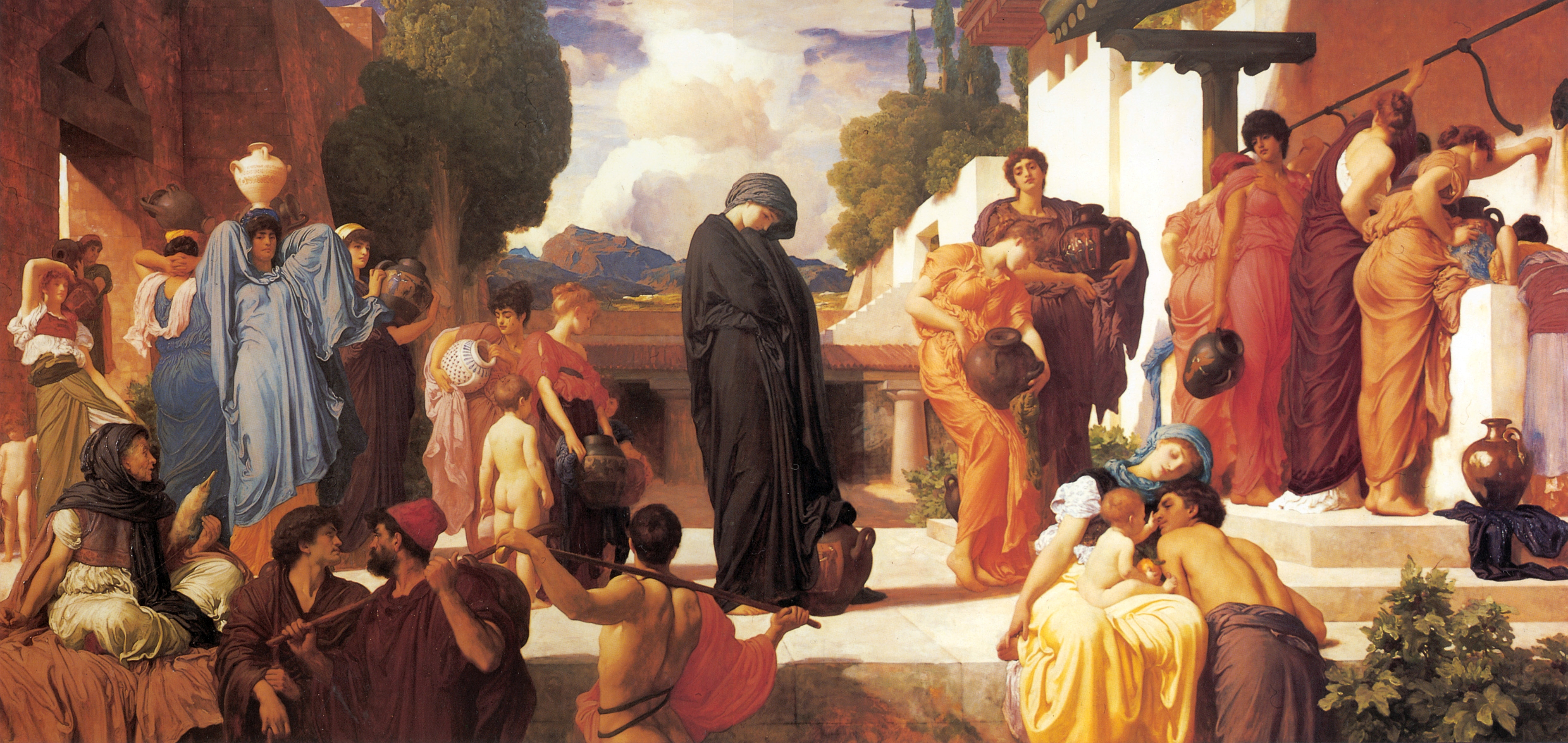
Andròmaca en captivitat, oli sobre tela, 1886–1888, Galeria d'Art de Ciutat de Manchester
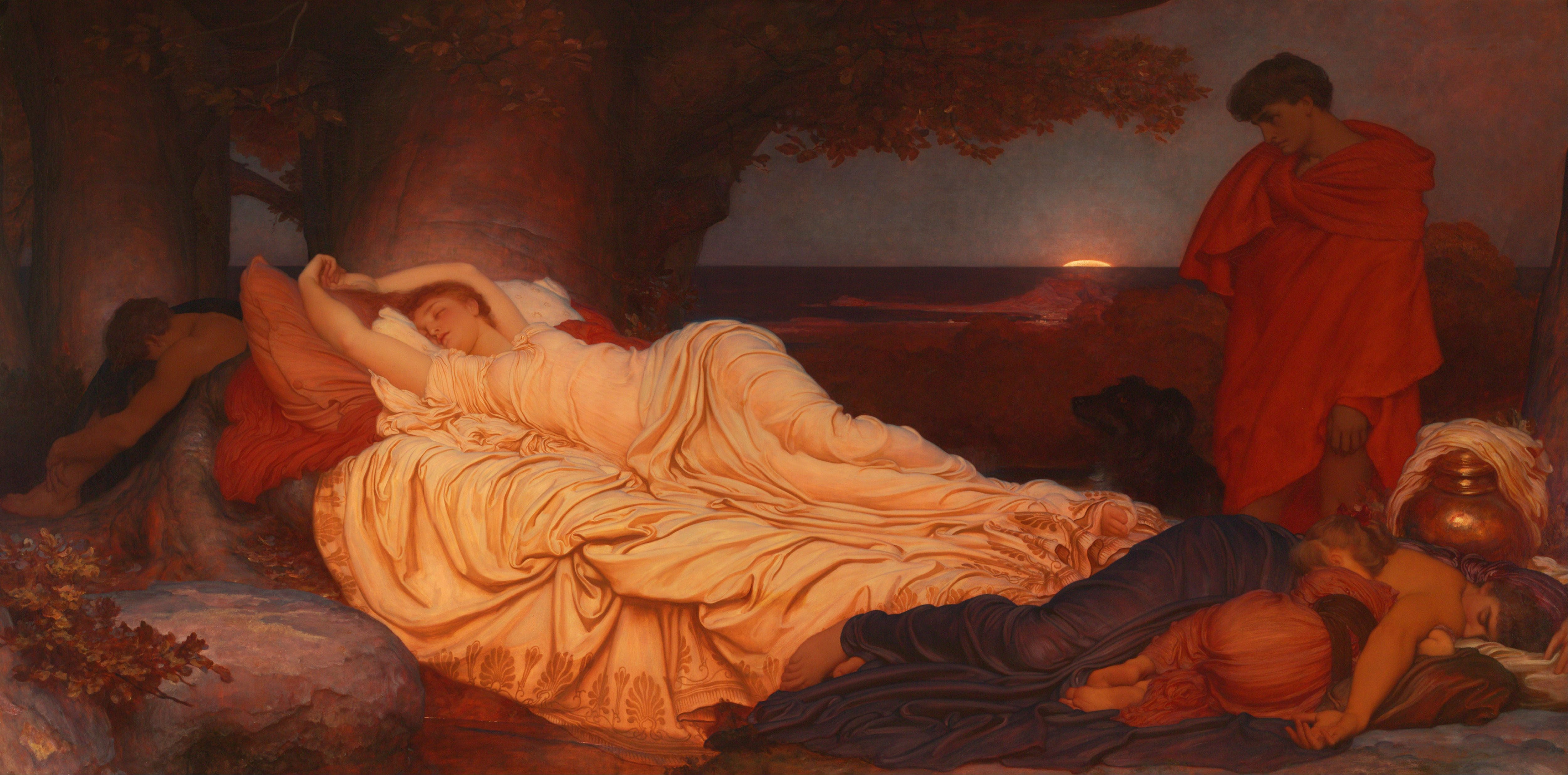
Cimó i Ifigènia, oli sobre tela, 1884, Galeria d'Art de Nova Gal·les del Sud